# 体操競技の技名一覧
体操競技の技名一覧（たいそうきょうぎのわざめいいちらん）は、体操競技における固有名の技の一覧である。

## 解説
体操競技の技名の多くは、最初に国際大会で成功させた選手の名字からつけられている。ただし同姓の別人の場合は、ヒロユキカトウ（平行棒）のように名前まで使う（東洋系の選手に多い）。
現在では、技の難度はA難度からJ難度まであり、跳馬に限っては難度ではなく価値点が定められている。同じ技でも、慣性モーメントの関係で回転半径が大きいほど回りにくくなるため、かかえ込み<屈身<伸身の順に難度が高くなる（開脚は基本的に屈身と同等の難度）。また前後の技との組み合わせによっても難度が変化する。一方、危険性の高い技は事故防止のため採点表から削除され、事実上の禁止を意味する。
以下には固有名（選手に由来）のある技を記述する。難度・種目は多くはFIGのCode of Points 2013（得点表/難度表）に基づく。規則はオリンピックが終わるごとに、4年ごとに改訂されるが、細かい採点のルールはこれより高頻度に変わっている。なお、この他に固有名の付いていない技（倒立・車輪など）も多数存在することは言うまでもない。
同内容であっても、男女それぞれの技として認定されるが、段違い平行棒（女子）や跳馬（男子）では例外もある。同一人物が同種目で複数の技を発表すると、ゲイロードとゲイロード2（鉄棒）のように番号が付加される場合がある。また他種目の技が別の種目に応用されることもある。
慣用的に「○○宙返り」「○○跳び」「○○旋回」、英語の場合「***salto」「***flip」などと呼ばれる場合もあるが、いずれも正式名称ではない。

## 男子

### ゆか（2025ルール対応中）
| 技名             | 考案選手                          | 出身国                     | 内容                                                            | 難度 |
| ---------------- | --------------------------------- | -------------------------- | --------------------------------------------------------------- | ---- |
| アルバリーニョ   | セルジオ・アルバリーニョ          | アルゼンチンの旗           | 中水平支持から伸腕伸身力十字倒立（2秒）                         | D    |
| ウ・グォニアン   | 呉国年                            | 中華人民共和国の旗         | 後ろとび1/2ひねり前方伸身宙返り転                               | 削除 |
| エンドー         | 遠藤幸雄                          | 日本の旗                   | 屈・伸身後ろとび正面支持臥                                      | B    |
| オキグチ         | 沖口誠                            | 日本の旗                   | 側方開脚屈身2回宙返り7/4ひねり（＝ローユン1回ひねり）           | F    |
| ゴゴラーゼ       | ウラジミール・ゴゴラーゼ          | ソビエト連邦の旗           | 旋回倒立、振り下ろして旋回                                      | C    |
| ゴシマ           | 五島誉博                          | 日本の旗                   | 前方伸身宙返り7/2ひねり                                         | G    |
| ゴンザレス       | トマス・ゴンザレス                | チリ                       | 後方伸身宙返り7/2ひねり                                         | E    |
| コリバノフ       | アレクサンドル・コリバノフ        | ウクライナの旗             | 後方伸身宙返り2回ひねり後方屈身宙返り                           | F    |
| コロステリェフ   | アンドレイ・コロステリェフ        | クロアチアの旗             | 後方伸身宙返り3/2ひねり前方かかえ込み宙返り                     | E    |
| コロブチンスキー | イゴール・コロブチンスキー        | ウクライナの旗             | 伸身トーマス                                                    | 削除 |
| ザパタ           | ライデルレイ・サパタ              | スペインの旗               | 前方かかえ込み2回宙返り3/2ひねり                                | F    |
| ザパタ２         | ライデルレイ・サパタ              | スペインの旗               | 前方伸身2回宙返り3/2ひねり                                      | G    |
| シライ/グエン    | 白井健三 トゥアン・ダット・グエン | 日本の旗 · ベトナムの旗    | 後方伸身宙返り4回ひねり                                         | F    |
| シライ2          | 白井健三                          | 日本の旗                   | 前方伸身宙返り3回ひねり                                         | F    |
| シライ3          | 白井健三                          | 日本の旗                   | 後方伸身2回宙返り3回ひねり（＝伸身リ・ジョンソン）              | I    |
| ジャーマン       | ジェイク・ジャーマン              | イギリスの旗               | 後方伸身2回宙返り3回半ひねり                                    | J    |
| タマヨ           | チャーリー・タマヨ                | キューバの旗               | 後ろとびひねり前方伸身2回宙返り                                 | E    |
| ツカハラ         | 塚原光男                          | 日本の旗                   | 後方かかえ込み2回宙返り1回ひねり（1回半ひねり）                 | D    |
| デフェル         | ヘルバシオ・デフェル              | スペインの旗               | 前とびひねり後方かかえ込み2回宙返り                             | D    |
| トーマス         | カート・トーマス                  | アメリカ合衆国の旗         | 後ろとび1回半ひねり前方かかえ込み宙返り転                       | 削除 |
| トンフェイ       | 童非                              | 中華人民共和国の旗         | バタフライ1回ひねり                                             | B    |
| ナゴルニー       | ニキータ・ナゴルニー              | ロシアの旗                 | 後方屈身3回宙返り                                               | J    |
| バンローン       | マーク・ヴァン・ローン            | オランダの旗               | 前とび1回ひねり前方かかえ込み宙返り転                           | 削除 |
| ヒポリト         | ディエゴ・ヒポリト                | ブラジルの旗               | 後ろ跳びひねり前方2回宙返り1回ひねり                            | G    |
| フェドルチェンコ | セルゲイ・フェドルチェンコ        | カザフスタンの旗           | 下向き全転向 1080度以上                                         | C    |
| ペネフ           | エディ・ペネフ                    | アメリカ合衆国の旗         | 後ろとびひねり前方伸身2回宙返りひねり                           | F    |
| マリニチ         | ビタリー・マリニチ                | ソビエト連邦の旗           | 前転とび直接前方かかえ込み（屈身）宙返り転                      | 削除 |
| マンナ           | ボブ・マンナ                      | アメリカ合衆国の旗         | 脚上挙（脚が水平）                                              | C    |
| ミナミ           | 南一輝                            | 日本の旗                   | 後方かかえ込み2回宙返り3回半ひねり（＝リ・ジョンソン1/2ひねり） | H    |
| メニケリ         | フランコ・メニケリ                | イタリアの旗               | 後方倒立回転                                                    | A    |
| モランディ       | マッテオ・モランディ              | イタリアの旗               | 前転とび直接前方かかえ込み宙返り                                | D    |
| リーユェジェ     | 李月久                            | 中華人民共和国の旗         | 側方開脚屈身宙返り1/4ひねり転                                   | 削除 |
| リ・ジョンソン   | リ・ジョンソン                    | 朝鮮民主主義人民共和国の旗 | 後方かかえ込み2回宙返り3回ひねり                                | G    |
| リピスキー       | Andrei Lipsky                     | ウクライナの旗             | 後ろとび2回半ひねり前方かかえ込み宙返り転                       | 削除 |
| リューキン       | ワレリー・リューキン              | ソビエト連邦の旗           | 後方かかえ込み3回宙返り                                         | I    |
| ローユン         | 楼雲                              | 中華人民共和国の旗         | 側方開脚屈身2回宙返り3/4ひねり                                  | E    |

### あん馬
| 技名           | 考案選手                   | 出身国             | 内容                                                           | 難度 |
| -------------- | -------------------------- | ------------------ | -------------------------------------------------------------- | ---- |
| アイヒホルン   | ワイデマール・アイヒホルン | ドイツの旗         | 横向き（開脚）旋回1回ひねり移動                                | E    |
| ウ・グォニアン | 呉国年                     | 中華人民共和国の旗 | 馬端から馬端まで下向き720度転向移動                            | E    |
| ウルジカ       | マリウス・ウルジカ         | ルーマニアの旗     | 馬端横向き支持から上向き転向、下向き逆移動                     | 削除 |
| クルバノフ     | ナリマン・クルバノフ       | カザフスタンの旗   | 両把手を越えて縦向き後ろ移動                                   | E    |
| クロル         | シルビオ・クロル           | 東ドイツの旗       | 把手を挟んだ横向き支持からロシアン360°転向移動                 | 削除 |
| ケイハ         | サイードレザ・ケイハ       | イランの旗         | 両把手を挟んで横向き旋回1回ひねり                              | F    |
| ケイハ2        | サイードレザ・ケイハ       | イランの旗         | 両把手を挟んで横向き旋回ひねり                                 | B    |
| コリバノフ     | アレクサンドル・コリバノフ | ソビエト連邦の旗   | 旋回倒立5/4（450°）以上ひねり3部分移動下り                     | D    |
| シバド         | シバド・ヤノシュ           | ハンガリーの旗     | 馬端から馬端まで縦向き後ろ移動                                 | D    |
| シュテクリ     | ユリウス・シュテクリ       | スイスの旗         | 上向き正転向移動連続                                           |      |
| ショーン       | マーク・ショーン           | アメリカ合衆国の旗 | 一腕上で上向き全転向                                           | D    |
| ステパニアン   | バハグン・ステパニアン     | アルメニアの旗     | 正交差倒立横移動しながらひねり逆交差入れ                       | C    |
| ティッペルト   | スベン・ティッペルト       | ドイツの旗         | 旋回倒立ひねり、下ろして旋回                                   | C    |
| トーマス       | カート・トーマス           | アメリカ合衆国の旗 | 開脚旋回                                                       | A    |
| ドリッグス     | アベル・ドリッグス         | キューバの旗       | 馬端から馬端まで縦向きとび前移動                               | E    |
| トンフェイ     | 童非                       | 中華人民共和国の旗 | 馬端から馬端まで下向き正転向移動                               | D    |
| ニンレイズ     | オードリーズ・ニン・レイズ | ドミニカ共和国の旗 | 縦向き1/3前移動直ちに縦向き2/3移動ひねり                       | D    |
| ニンレイズ2    | オードリーズ・ニン・レイズ | ドミニカ共和国の旗 | 両把手を越えて縦向き3/3前移動直ちに1/2ひねり                   | E    |
| バンメン       | ヘルゲ・バンメン           | デンマークの旗     | 馬端から両把手を越えて下向き360°正転向または540°正転向         | E    |
| ピネーロ       | ヘルダー・ピレーロ         | ポルトガルの旗     | 両ポメルを挟んで下向き転向                                     | D    |
| ビロゼルチェフ | ドミトリイ・ビロゼロチェフ | ソビエト連邦の旗   | 前移動連続横向き支持                                           | 削除 |
| ブスナリ       | アルベルト・ブスナリ       | イタリアの旗       | シュテクリＡ（or下向き逆移動）倒立3/3移動1回ひねり下ろして旋回 | F    |
| ブライアン     | ケーシー・ブライアン       | アメリカ合衆国の旗 | 正交差ひねり倒立逆交差入れ                                     | D    |
| ベズゴ         | フィリペ・ベズゴ           | ポルトガルの旗     | 一腕上で下向き全転向                                           | E    |
| ベルキ         | ベルキ・クリスティアン     | ハンガリーの旗     | 両把手上横向き旋回1回ひねり                                    | E    |
| ベレンキ       | バレリー・ベレンキ         | ソビエト連邦の旗   | 下向き転向から上向き転向、下向き転向                           | D    |
| マジャール     | マジャール・ゾルタン       | ハンガリーの旗     | 馬端中向き旋回1回ひねり                                        | D    |
| マジャール     | マジャール・ゾルタン       | ハンガリーの旗     | 馬端から馬端まで縦向き前移動                                   | D    |
| ミクラク       | サミュエル・ミクラク       | アメリカ合衆国の旗 | 馬端から馬端まで正交差とび横移動逆交差入れ                     | D    |
| モギリニー     | ヴァレンティン・モギルニー | ソビエト連邦の旗   | 上向き転向移動から下向き逆移動、上向き転向移動                 | D    |
| ヤマワキ       | 山脇恭二                   | 日本の旗           | 馬端から馬端まで背面とび横移動                                 | E    |
| リ・ニン       | 李寧                       | 中華人民共和国の旗 | 正交差1/4ひねり 一把手上倒立経過振り下ろして開脚支持           | D    |
| ロス           | ビル・ロス                 | アメリカ合衆国の旗 | 馬端から馬端まで下向き360度転向移動                            | D    |

### つり輪
| 技名             | 考案選手                       | 出身国             | 内容                                                           | 難度 |
| ---------------- | ------------------------------ | ------------------ | -------------------------------------------------------------- | ---- |
| アザリアン       | アルベルト・アザリアン         | ソビエト連邦の旗   | 後方伸身逆上がり十字懸垂（脚前挙十字懸垂）                     | D    |
| ウィッテンバーグ | ドンネル・ウィッテンバーグ     | アメリカ合衆国の旗 | 後方屈身3回宙返り下り                                          | H    |
| ウィン           | ブランドン・ウィン             | アメリカ合衆国の旗 | ゆっくりと伸腕伸身で前に回り十字懸垂経過十字倒立               | E    |
| オニール         | ポール・オニール               | アメリカ合衆国の旗 | 伸身グチョギー                                                 | E    |
| カステ           | クラウス・カステ               | 東ドイツの旗       | 後ろ振り上がり後方かかえ込み宙返り下り                         | A    |
| カトウ           | 加藤凌平                       | 日本の旗           | 後ろ振り上がり脚上挙十字懸垂                                   | D    |
| カルモナ         | レグロ・カルモナ               | ベネズエラの旗     | 背面水平から引き上げ十字倒立                                   | F    |
| グ・キウチョン   | 呉翹充                         | 香港の旗           | 背面水平懸垂経過脚上挙十字懸垂                                 | E    |
| グ・キウチョン2  | 呉翹充                         | 香港の旗           | ゆっくりと前方伸腕伸身支持回転十字懸垂経過上水平支持           | D    |
| グチョギー       | グチョギー・ジョルジ           | ハンガリーの旗     | 後方かかえ込み2回宙返り懸垂                                    | C    |
| ケキ             | ユリ・ケキ                     | イタリアの旗       | 前振り上がり支持前方回転前振り出し 懸垂後ろ振り                | B    |
| ザネッティ       | アーサー・ザネッティ           | ブラジルの旗       | 背面水平懸垂から引き上げ上水平支持                             | F    |
| ザハラン         | アリ・ザハラン                 | エジプトの旗       | 背面水平懸垂経過伸腕伸身引き上げ上向き中水平支持               | F    |
| ジョナサン       | ヨハン・ジョナサン             | スウェーデンの旗   | 屈身/伸身ヤマワキ                                              | D    |
| ショラニー       | ショラニー・シルベスター       | ハンガリーの旗     | 背面前振り上がり支持前方回転振り出し懸垂後ろ振り上がり         | B    |
| タナカ           | 田中佑典                       | 日本の旗           | 輪の高さで前方宙返り直接脚上挙十字懸垂                         | E    |
| タロック         | コートニー・タロック           | イギリスの旗       | 伸腕伸身逆上がり十字懸垂経過上向き中水平支持                   | F    |
| チョラック       | イブラヒム・チョラック         | トルコの旗         | 懸垂から伸腕で引き上げ脚上挙十字懸垂                           | E    |
| ツカハラ         | 塚原直也                       | オーストラリアの旗 | リ・ニン2 直接脚上挙十字懸垂                                   | D    |
| ツカハラ2        | 塚原直也                       | オーストラリアの旗 | 伸腕伸身正面水平懸垂経過脚上挙十字懸垂                         | E    |
| ツカハラ3        | 塚原直也                       | オーストラリアの旗 | 脚上挙十字懸垂から引き上げ脚上挙支持                           | D    |
| テイ             | テリー・テイ                   | シンガポールの旗   | 伸腕伸身逆上がり脚上挙十字懸垂                                 | E    |
| デルチェフ       | ストヤン・デルチェフ           | ブルガリアの旗     | 翻転逆上がり、脚を腕の上に乗せた開脚前挙支持（2秒）            | B    |
| トゥーハ         | トミ・トゥーハ                 | フィンランドの旗   | 後方かかえ込み2回宙返り5/2ひねり下り                           | F    |
| ナカヤマ         | 中山彰規                       | 日本の旗           | 懸垂から伸腕前振り出し                                         | A    |
| ナカヤマ         | 中山彰規                       | 日本の旗           | 背面水平から十字懸垂（脚前挙十字懸垂）                         | D    |
| バブサー         | ラージ・バブサー               | アメリカ合衆国の旗 | 伸腕で正面水平懸垂を経過し中水平                               | E    |
| バラバノフ       | ユリ・バラバノフ               | ソビエト連邦の旗   | 前方屈身2回宙返り（ひねり）下り                                | D    |
| バランディン     | アレクサンドル・バランディン   | ロシアの旗         | 垂直懸垂から引き上げ中水平                                     | E    |
| バランディン2    | アレクサンドル・バランディン   | ロシアの旗         | 垂直懸垂から引き上げ十字倒立                                   | F    |
| バランディン3    | アレクサンドル・バランディン   | ロシアの旗         | 懸垂から伸腕伸身中水平支持経過上水平支持                       | E    |
| バンゲルダー     | ユリ・バンゲルダー             | オランダの旗       | 中水平からゆっくり下ろして背面水平経過水平支持                 | E    |
| ピネダ           | トニー・ピネダ                 | メキシコの旗       | 伸腕で正面水平懸垂を経過し十字懸垂（脚前挙十字懸垂）           | D    |
| ファム           | ファム・フォック・フン         | ベトナムの旗       | 腕伸身正面水平懸垂経過上水平支持                               | D    |
| ファム2          | ファム・フォック・フン         | ベトナムの旗       | ゆっくりと伸腕伸身で前に回り十字懸垂経過中水平支持             | E    |
| フィッシャー     | イェンス・フィッシャー         | 東ドイツの旗       | 前方かかえ込み2回宙返り1+1/2回ひねり下り                       | D    |
| ペトロウニアス   | エレフテリオス・ペトロウニアス | ギリシャの旗       | 伸腕伸身正面水平懸垂経過十字倒立                               | E    |
| ボロビオフ       | オレクサンドル・ボロビオフ     | ウクライナの旗     | 十字倒立からゆっくり下ろして逆懸垂経過伸腕伸身逆上がり十字懸垂 | D    |
| ホンマ           | 本間二三雄                     | 日本の旗           | 前方翻転逆上がり脚前挙支持                                     | B    |
| モリナリ         | フェデリコ・モリナリ           | アルゼンチンの旗   | 蹴上がりから脚上挙十字懸垂                                     | D    |
| ヤマワキ         | 山脇恭二                       | 日本の旗           | 前方かかえ込み2回宙返り懸垂                                    | C    |
| ヤン・ミンヨン   | 厳明勇                         | 中華人民共和国の旗 | 後転から上水平                                                 | D    |
| ヨブチェフ       | ヨルダン・ヨブチェフ           | ブルガリアの旗     | 十字倒立から中水平支持                                         | E    |
| リ・シャオシュン | 李小双                         | 中華人民共和国の旗 | 支持から伸腕で下ろし懸垂 伸腕引き上げ十字懸垂                  | C    |
| リ・ニン         | 李寧                           | 中華人民共和国の旗 | 懸垂後ろ振り出し 背面懸垂前振り上がり支持                      | B    |
| リ・ニン2        | 李寧                           | 中華人民共和国の旗 | 支持後ろ振り出し 背面懸垂前振り上がり支持                      | B    |
| ロドリゲス       | ダニー・ロドリゲス             | フランスの旗       | 前振り上がり上向き中水平                                       | F    |

### 跳馬（2025ルール対応済み）
| 技名              | 考案選手                 | 出身国                     | 内容 | 価値点          |
| ----------------- | ------------------------ | -------------------------- | --- | --------------- |
| アカピアン        | アルトゥール・アカピアン | ソビエト連邦の旗           | 伸身カサマツ1回ひねり                                                                                            | 4.4             |
| アリカン          | フェルハト・アリカン     | トルコの旗                 | 前転とび1回ひねり前方屈身宙返り1/2ひねり(レーム1/2ひねり)                                                        | 削除            |
| カサマツ          | 笠松茂                   | 日本の旗                   | 側転とび1/4ひねり前方かかえ込み宙返り1/2ひねり                                                                   | 2.4             |
| カンバス          | ムラト・カンバス         | トルコの旗                 | クエルボ1回半ひねり                                                                                              | 3.6             |
| クエルボ          | ホルヘ・クエルボ         | キューバの旗               | 前転とび1/2ひねり後方かかえ込み宙返り                                                                            | 2.4             |
| クロル            | シルビオ・クロル         | 東ドイツの旗               | クエルボ1回ひねり                                                                                                | 3.2             |
| シェルボ          | ヴィタリー・シェルボ     | ベラルーシの旗             | ロンダートから後転とび1回ひねり後方伸身宙返り                                                                    | 削除            |
| ジマーマン        | トーマス・ジマーマン     | オーストリアの旗           | 前転とび前方宙返りひねり後方かかえ込み宙返り                                                                     | 5.2             |
| シューフェルト    | カイル・シューフェルト   | カナダの旗                 | 伸身ユルチェンコ2回半ひねり                                                                                      | 4.8             |
| シライ/キムヒフン | 白井健三 キム・ヒフン    | 日本の旗 · 大韓民国の旗    | 伸身ユルチェンコ3回ひねり                                                                                        | 5.2             |
| シライ2           | 白井健三                 | 日本の旗                   | 伸身ユルチェンコ3回半ひねり                                                                                      | 5.6             |
| シライ3           | 白井健三                 | 日本の旗                   | シェルボ2回ひねり                                                                                                | 削除            |
| ツィガンコフ      | マトヴェイ・ツィガンコフ | ロシアの旗                 | 前転とび2回半ひねり                                                                                              | 2.2             |
| ツカハラ          | 塚原光男                 | 日本の旗                   | 側転跳び1/4ひねり後方かかえ込み宙返り                                                                            | 1.8             |
| ドラグレスク      | マリアン・ドラグレスク   | ルーマニアの旗             | ローチェ1/2ひねり                                                                                                | 5.2             |
| ドリッグス        | アベル・ドリッグス       | キューバの旗               | 伸身カサマツ1回半ひねり                                                                                          | 4.8             |
| ネモフ            | アレクセイ・ネモフ       | ロシアの旗                 | ロンダートから後ろとびひねり前転とび前方屈身宙返りひねり                                                         | 3.0             |
| ハッチェオン      | シモン・ハッチェオン     | ロシアの旗                 | ロンダートから後ろとびひねり前転とび前方伸身宙返りひねり                                                         | 3.8             |
| バルビエリ        | ローラン・バルビエリ     | フランスの旗               | カサマツ1回ひねり                                                                                                | 3.2             |
| ブラニク          | レシェク・ブラニク       | ポーランドの旗             | 屈身ローチェ | 5.2             |
| ベーレント        | イェルク・ベーレント     | 東ドイツの旗               | 前転とび1回ひねり前方かかえ込み宙返り                                                                            | 削除            |
| マイ              | ジェイムズ・マイ         | イギリスの旗               | 第一局面（踏み切ってから着手までの間）に前方宙返りを行い、前転とび                                               | 削除            |
| メリサニディス    | ヨアニス・メリサニディス | ギリシャの旗               | ユルチェンコ後方かかえ込み宙返り                                                                                 | 4.8             |
| ヤマシタ          | 山下治広                 | 日本の旗                   | 屈身倒立転回とび                                                                                                 | 削除            |
| ヤン・ウェイ      | 杨威                     | 中華人民共和国の旗         | 屈伸メニサリディス                                                                                               | 5.2             |
| ヤン・ハクソン    | 梁鶴善                   | 大韓民国の旗               | 前転とび前方伸身宙返り3回ひねり                                                                                  | 5.6             |
| ユルチェンコ      | ナタリア・ユルチェンコ   | ソビエト連邦の旗           | ロンダートから後転とび後方かかえ込み宙返り                                                                       | 1.8             |
| ヨー              | 呂洪哲                   | 大韓民国の旗               | ツカハラとび後方かかえこみ宙返り                                                                                 | 4.8             |
| ヨー2             | 呂洪哲                   | 大韓民国の旗               | 前転とび1/2ひねり後方伸身宙返り2回ひねり(=伸身クエルボ2回ひねり)                                                 | 5.2             |
| ヨネクラ          | 米倉英信                 | 日本の旗                   | 伸身カサマツ2回半ひねり(=ロペスハーフ)                                                                           | 5.6             |
| ラディビロフ      | イーゴリ・ラディビロフ   | ウクライナの旗             | 前転とび前方かかえ込み３回宙返り(=４回宙返り) ※FIGは2017-2020 Code of Points for men's gymnastics から削除した。 | 削除 ※当時は7.0 |
| リ・シャオペン    | 李小鵬                   | 中華人民共和国の旗         | ロンダートから後ろとびひねり前転とび前方伸身宙返り2回半ひねり                                                    | 5.4             |
| リ・セグァン      | 李世光                   | 朝鮮民主主義人民共和国の旗 | 側転跳び1/4ひねり前方かかえ込み宙返り1/2ひねり後方かかえ込み宙返り （＝カサマツ宙返り）                          | 5.6             |
| リ・セグァン2     | 李世光                   | 朝鮮民主主義人民共和国の旗 | 屈身ドラグレスク                                                                                                 | 5.6             |
| ルー・ユーフ      | 盧裕富                   | 中華人民共和国の旗         | ツカハラ跳び後方屈伸宙返り(=屈伸ヨー)                                                                            | 5.2             |
| レーム            | ディーター・レーム       | スイスの旗                 | 屈身ベーレント                                                                                                   | 削除            |
| ローチェ          | ホルヘ・ローチェ         | キューバの旗               | 前転とび前方かかえ込み2回宙返り                                                                                  | 4.8             |
| ローユン          | 楼雲                     | 中華人民共和国の旗         | 前転とび1/2ひねり後方伸身宙返り1回ひねり （＝伸身クエルボ跳び1回ひねり）                                         | 4.4             |
| ロペス            | エリック・ロペス         | キューバの旗               | 伸身カサマツ2回ひねり                                                                                            | 5.2             |

### 平行棒
| 技名               | 考案選手                        | 出身国                    | 内容 | 難度 |
| ------------------ | ------------------------------- | ------------------------- | --- | ---- |
| アリカン           | フェルハト・アリカン            | トルコの旗                | 棒下振り出し開脚抜き倒立                                                                                                  | C    |
| ウェルス           | トレント・ウェルス              | アメリカ合衆国の旗        | 後方背面車輪倒立 | C    |
| ウルジカ           | マリウス・ウルジカ              | ルーマニアの旗            | 前方伸身宙返り1回ひねり腕支持                                                                                             | E    |
| オオクボ           | 大久保圭太郎                    | 日本の旗                  | 棒下振り出し開脚抜き懸垂（＝蹴上がりバブサー）                                                                            | C    |
| カジタニ           | 梶谷信之                        | 日本の旗                  | 棒端、懸垂前振り後方かかえ込み２回宙返り１回（1/2）ひねり下り                                                             | E    |
| ガットソン1        | ジェイソン・ガットソン          | アメリカ合衆国の旗        | 後ろ振り飛び1回ひねり倒立                                                                                                 | D    |
| ガットソン2        | ジェイソン・ガットソン          | アメリカ合衆国の旗        | 後ろ振り飛び5/4ひねり横向き単棒倒立経過、1/4ひねり倒立                                                                    | E    |
| カトウ             | 加藤沢男                        | 日本の旗                  | 屈腕前振りとび上向き転向支持                                                                                              | B    |
| カルバロ           | ヘスス・カルバーリョ            | スペインの旗              | 前振りとび肩転移支持 | B    |
| カルバロ2          | ヘスス・カルバロ                | スペインの旗              | 倒立から肩転移支持 | C    |
| カルミニッチ       | ジョバンニ・カルミニッチ        | イタリアの旗              | 前振り1回ひねり腕支持 | B    |
| ギャニオン         | ジョエル・ギャニオン            | カナダの旗                | 棒下から後方かかえ込み宙返りひねり腕支持                                                                                  | C    |
| キンテロ           | ジョバンニ・キンテロ            | コロンビアの旗            | ベーレ1回ひねり | G    |
| クシェラ/セレン    | ヤン・クシェラ スアット・セレン | フランスの旗 · トルコの旗 | 棒下宙返り背面倒立経過とび倒立                                                                                            | D    |
| グシケン           | 具志堅幸司                      | 日本の旗                  | 懸垂前振り後方宙返りひねり腕支持                                                                                          | C    |
| ケンモツ           | 監物永三                        | 日本の旗                  | 後方車輪倒立 | C    |
| コロレフ           | ユリ・コロレフ                  | ソビエト連邦の旗          | 後方車輪開脚入れ支持 | D    |
| ササキ             | セルジオ・ササキ・ジュニオール  | ブラジルの旗              | 前方開脚5/4宙返り直接懸垂                                                                                                 | E    |
| シャルトロン       | フィリッペ・シャルトロン        | カナダの旗                | 棒端、懸垂前振り後方宙返りひねり懸垂                                                                                      | C    |
| シャルロ           | ルーカス・シャルロ              | アルゼンチンの旗          | 棒下宙返り単棒倒立（1秒）                                                                                                 | E    |
| シュウ・シーフォン | 周施雄                          | 中華人民共和国の旗        | 棒下宙返り片腕支持5/4ひねり倒立                                                                                           | G    |
| スアレス           | カシミロ・スアレス              | キューバの旗              | 支持前振りかかえ込み後方5/4宙返りひねり腕支持(かつては旧東ドイツの選手の名前からライヘルトと呼ばれた)                     | D    |
| ソーサ             | アルベルト・ソーサ              | メキシコの旗              | 懸垂前振り後方かかえ込み宙返りひねり開脚抜き腕支持                                                                        | E    |
| ゾンダーランド     | ユプケ・ゾンダーランド          | オランダの旗              | 前振り片腕支持5/4ひねり単棒倒立経過、軸手を換えて後ろ振り片腕支持5/4ひねり支持                                            | F    |
| タナカ             | 田中光                          | 日本の旗                  | 懸垂前振りひねり前方2回宙返り腕支持（=ベーレ1/2ひねり）                                                                   | F    |
| ダルトン           | ヤコブ・ダルトン                | アメリカ合衆国の旗        | 前振り上がり後方かかえ込み宙返りひねり懸垂                                                                                | E    |
| ツォラキディス1    | ヴァジリオス・ツォラキディス    | ギリシャの旗              | 前振り上がり（腕支持から）片腕支持3/4ひねり単棒横向き倒立経過、軸手を換えて後ろ振り片腕支持3/4ひねり支持(=アームマクーツ) | G    |
| ツォラキディス2    | ヴァジリオス・ツォラキディス    | ギリシャの旗              | 前振り上がり（腕支持から）片腕支持5/4ひねり単棒横向き倒立経過、1/4ひねり両棒倒立                                          | F    |
| ツミロビッチ       | アレクサンダー・ツミロビッチ    | ソビエト連邦の旗          | 後方棒上宙返りひねり腕支持                                                                                                | C    |
| ディアミドフ       | セルゲイ・ディアミドフ          | ソビエト連邦の旗          | 前振り片腕支持1回ひねり倒立                                                                                               | D    |
| ティッペルト       | スベン・ティッペルト            | 東ドイツの旗              | 倒立から伸膝で振り下ろし懸垂前振り上がり開脚抜き倒立                                                                      | D    |
| テハダ             | ホセ・テハダ                    | キューバの旗              | 棒下宙返り直接かかえ込み宙返り腕支持                                                                                      | E    |
| デフレタス         | シェーン・デフレタス            | ブラジルの旗              | 前振り片腕支持3/4ひねり単棒横向き倒立経過背面とび懸垂                                                                     | D    |
| デルサレ           | フィリッペ・デルサレ            | カナダの旗                | 棒端で下向き360°転向 | C    |
| テン・ハイビン     | 滕海浜                          | 中華人民共和国の旗        | 棒下宙返り片腕支持1回ひねり倒立(=棒下ディアミドフ）                                                                       | F    |
| トーレス           | アルド・トーレス                | メキシコの旗              | 後方車輪ひねり前方宙返り支持                                                                                              | E    |
| ドミトリエンコ     | アレクセイ・ドミトリエンコ      | カザフスタンの旗          | 腕支持から前振り上がり後方かかえ込み2回宙返り腕支持(=アームモリスエ)                                                      | E    |
| ノビコフ           | ウラジミール・ノビコフ          | ソビエト連邦の旗          | 後ろ振り倒立経過ひねり支持                                                                                                | C    |
| ノレット           | アラン・ノレット                | カナダの旗                | モイ1回ひねり腕支持 | C    |
| バウマン           | クリスチャン・バウマン          | スイスの旗                | 懸垂前振り片腕支持3/4ひねり単棒倒立経過、軸手を換えて3/4ひねり支持(=車輪マクーツ)                                         | F    |
| バブサー           | ラージ・バブサー                | アメリカ合衆国の旗        | 倒立から振り下ろし懸垂前振り上がり開脚抜き懸垂                                                                            | E    |
| バボス             | バボス・アダム                  | ハンガリーの旗            | 前振り開脚抜き直接懸垂 | C    |
| ハラダ             | 原田睦巳                        | 日本の旗                  | 腕支持から前振りあがり後方かかえ込み宙返り1/2ひねり腕支持(=アームライヘルト)                                              | D    |
| ピアスキー         | サミュエル・ピアスキー          | スロバキアの旗            | 後方車輪単棒縦向き倒立（1秒）                                                                                             | D    |
| ピータース         | ブラッド・ピータース            | カナダの旗                | 後方棒上宙返り1/4ひねり単棒横向き倒立                                                                                     | D    |
| ヒーリー           | ピーター・ヒーリー              | アメリカ合衆国の旗        | 後ろ振り倒立経過1回ひねり支持                                                                                             | D    |
| ヒラルド           | ホルヘ・ヒラルド                | コロンビアの旗            | 倒立から伸膝で振り下ろし懸垂前振り上がり前方屈身宙返り腕支持                                                              | D    |
| ビロゼルチェフ     | ドミトリイ・ビロゼロチェフ      | ソビエト連邦の旗          | 前振り1/4ひねり単棒横向き倒立                                                                                             | D    |
| ヒロユキ・カトウ   | 加藤裕之                        | 日本の旗                  | 後方かかえ込み2回宙返り1回ひねり下り                                                                                      | G    |
| ファン・リーピン   | 黄力平                          | 中華人民共和国の旗        | 棒上後方屈身2回宙返り腕支持(=屈身モリスエ)                                                                                | E    |
| フォキン           | アントン・フォキン              | ウズベキスタンの旗        | 懸垂前振り後方伸身宙返りひねり腕支持                                                                                      | E    |
| ブランドストロム   | ペール・ブランドストロム        | スウェーデンの旗          | 倒立3/4ひねりから片腕支持3/4ひねり支持                                                                                    | C    |
| ベーレ             | マイク・ベーレ                  | 東ドイツの旗              | 懸垂前振り後方かかえ込み2回宙返り腕支持                                                                                   | D    |
| ペガン             | アルヤズ・ペガン                | スロベニアの旗            | 前振り片腕支持5/4回ひねり単棒倒立経過、単棒1回ひねり                                                                      | E    |
| ベジェナル         | ニコラエ・ベジェナル            | ルーマニアの旗            | 単棒倒立から片腕支持1回ひねり支持                                                                                         | E    |
| ベルヤフスキー     | ダビド・ベルヤフスキー          | ロシアの旗                | 後ろ振りあがり前方屈身2回宙返り下り                                                                                       | F    |
| ホンマ             | 本間二三雄                      | 日本の旗                  | 後ろ振りあがり前方屈伸宙返り支持                                                                                          | D    |
| マクーツ           | ボグダン・マクーツ              | ソビエト連邦の旗          | 前振り片腕支持3/4ひねり単棒倒立経過、軸手を換えて片腕支持3/4ひねり支持                                                    | E    |
| マリニチ           | ヴィタリー・マリニチ            | ウクライナの旗            | 懸垂前振り後方宙返りひねり支持                                                                                            | D    |
| モイ               | ウィリー・モイ                  | フランスの旗              | 振り下ろし懸垂前振り上がり支持                                                                                            | C    |
| モリスエ           | 森末慎二                        | 日本の旗                  | 棒上後方かかえ込み2回宙返り腕支持                                                                                         | D    |
| ヤマムロ           | 山室光史                        | 日本の旗                  | 棒下宙返り3/4ひねり単棒倒立経過、軸手を換えて3/4ひねり支持(=棒下マクーツ)                                                 | G    |
| ヤマワキ           | 山脇恭二                        | 日本の旗                  | 後ろ振り上がり前方かかえ込み5/4宙返り腕支持                                                                               | C    |
| ラルデュエト       | マンリケ・ラルデュエト          | キューバの旗              | 前方抱え込み2回宙返り1回ひねり下り                                                                                        | G    |
| リ・シャオペン     | 李小鵬                          | 中華人民共和国の旗        | 腕支持から前振り上がり後方屈身2回宙返り腕支持（＝屈身ドミトリエンコ）                                                     | F    |
| リチャード         | ロベルト・リチャード            | キューバの旗              | 腕支持から前振り上がり片腕支持1回ひねり倒立(=アームディアミドフ)                                                          | E    |
| リ・ドンファ       | 李東華                          | スイスの旗                | 単棒横向き前方浮き腰上がり脚上挙経過とびひねり反対の棒に懸垂                                                              | B    |
| ルンプティス       | セルゲイ・ルンプティス          | ソビエト連邦の旗          | 棒上前方かかえ込み2回宙返り腕支持                                                                                         | D    |
| ロースリスバーガー | ジョン・ロースリスバーガー      | アメリカ合衆国の旗        | 支持後ろ振り片腕支持ひねり後方かかえ込み宙返り下り                                                                        | D    |
| ワタナベ           | 渡辺光昭                        | 日本の旗                  | 翻転ひねり腕支持 | B    |

### 鉄棒
| 技名                 | 考案選手                           | 出身国                      | 内容                                                                                     | 難度 |
| -------------------- | ---------------------------------- | --------------------------- | ---------------------------------------------------------------------------------------- | ---- |
| アンドリアノフ       | ニコライ・アンドリアノフ           | ロシアの旗                  | 後方かかえ込み3回宙返り下り                                                              | F    |
| イエーガー           | ベルント・イェーガー               | 東ドイツの旗                | 後ろ振り前方開脚宙返り懸垂                                                               | C    |
| ヴィンクラー         | ダニエル・ヴィンクラー             | 西ドイツの旗                | 伸身イエーガー1回ひねり                                                                  | F    |
| ワイラー             | Daniel Winkler                     | 西ドイツの旗                | 前方浮支持回転倒立                                                                       | B    |
| ウェルストロム       | Owen Walstrom                      | カナダの旗                  | 伸身マルケロフ1回ひねり                                                                  | F    |
| エンドー             | 遠藤幸雄                           | 日本の旗                    | 前方開脚浮腰回転倒立(閉脚エンドーはC難度)                                                | B    |
| オノ                 | 小野喬                             | 日本の旗                    | 順手背面懸垂前振り上がり1/2ひねり支持                                                    | B    |
| カステ               | クラウス・カステ                   | 東ドイツの旗                | 順手背面懸垂前振り上がり抜き倒立                                                         | C    |
| カッシーナ           | イゴール・カッシーナ               | イタリアの旗                | 伸身コバチ1回ひねり（＝伸身コールマン）                                                  | G    |
| カルバロ             | ヘスス・カルバロ                   | スペインの旗                | 前方閉脚浮腰回転開脚抜きひねり懸垂                                                       | C    |
| キエルツコウスキ     | アダム・キエルツコウスキ           | ポーランドの旗              | 伸身ピアッティひねり片大逆手後ろ振り上がり倒立                                           | E    |
| ギンガー             | エーベルハルト・ギンガー           | ドイツの旗                  | 懸垂前振り、後方屈身宙返りひねり懸垂                                                     | C    |
| キンテロ             | ジョバンニ・キンテロ               | コロンビアの旗              | 前方閉脚浮腰回転開脚抜き1回ひねり片大逆手懸垂                                            | D    |
| クースト             | ラルフ・クースト                   | 東ドイツの旗                | 後方とび車輪1回ひねり                                                                    | C    |
| クレザ               | ロマン・クレザ                     | ポーランドの旗              | 開脚トカチェフひねり大逆手握りから後ろ振りあがり倒立                                     | E    |
| ゲイロード           | ミッチェル・ゲイロード             | アメリカ合衆国の旗          | バーを越えながら前方かかえ込み宙返り懸垂                                                 | D    |
| ゲイロード2          | ミッチェル・ゲイロード             | アメリカ合衆国の旗          | バーを越えながら後方屈身2回宙返り1/2ひねり懸垂                                           | E    |
| コーディノフ         | ミハイル・コーディノフ             | ニュージーランドの旗        | ゲイロード1回ひねり                                                                      | G    |
| コールマン           | アロジュ・コールマン               | スロベニアの旗              | コバチ1回ひねり                                                                          | E    |
| コバチ               | コバチ・ペーテル                   | ハンガリーの旗              | バーを越えながら、後方かかえ込み2回宙返り懸垂                                            | D    |
| サプロネンコ         | Jevgēņijs Saproņenko               | ラトビアの旗                | 順手背面懸垂からギンガー                                                                 | C    |
| サミログ             | Umit Samiloglu                     | トルコの旗                  | 屈身トカチェフひねり片大逆手後ろ振り上がり倒立                                           | C    |
| シャオ・ルイチ       | 肖瑞智                             | 中華人民共和国の旗          | 懸垂前振り 切り返して前方開脚宙返り懸垂                                                  | D    |
| シャハム             | ノーム・シャハム                   | イスラエルの旗              | バーを越えながら、後方かかえ込み2回宙返り3/2ひねり片逆手握り懸垂 （＝コバチ1回半ひねり） | G    |
| シュタイネマン       | Eduard Steinemann                  | スイスの旗                  | 順手背面懸垂前振り上がり背面支持                                                         | B    |
| シュタルダー         | ヨーゼフ・シュタルダー             | スイスの旗                  | 後方開脚浮腰回転倒立(閉脚シュタルダーはC難度)                                            | B    |
| スアレス             | カシミロ・スアレス                 | キューバの旗                | 伸身ピアッティ1回ひねり                                                                  | F    |
| スコーマル           | Václav Skoumal                     | チェコの旗                  | 肩転位を伴う後方車輪                                                                     | A    |
| ストラウマン         | Urs Straumann                      | スイスの旗                  | バーを越えながら後方かかえ込み2回宙返り下り                                              | B    |
| ツカハラ             | 塚原光男                           | 日本の旗                    | 後方かかえ込み2回宙返り1回ひねり下り                                                     | C    |
| ツォ・リミン         | 鄒利敏                             | 中華人民共和国の旗          | 前方車輪1回ひねり片手大逆手後ろ振り上がり1回ひねり逆手倒立                               | C    |
| デフ                 | Jacques Def                        | フランスの旗                | 伸身ギンガー1回ひねり                                                                    | F    |
| トカチェフ           | アレクサンドル・トカチェフ         | ソビエト連邦の旗            | 懸垂前振り開脚背面とび越し懸垂                                                           | C    |
| ハイデン             | Daniel Hayden                      | アメリカ合衆国の旗          | バーを越えながら 後方伸身2回宙返り1回ひねり下り                                          | D    |
| バラバノフ           | ユリ・バラバノフ                   | ソビエト連邦の旗            | 伸身イエーガー                                                                           | D    |
| バルダウフ           | Marco Baldauf                      | オーストリアの旗            | 前方浮腰回転振り出しとび１回ひねり片大逆手倒立 （アドラーとび1回ひねり片大逆手倒立）     | D    |
| ピネダ               | トニー・ピネダ                     | メキシコの旗                | バーを越えながら ギンガー1/2ひねり                                                       | G    |
| ファルダン           | Kasper Fardan                      | デンマークの旗              | 後方屈身3回宙返り下り                                                                    | G    |
| フェドルチェンコ     | セルゲイ・フェドルチェンコ         | カザフスタンの旗            | 後方伸身2回宙返り3回ひねり下り                                                           | F    |
| フエンテス           | José Luis Fuentes                  | ベネズエラの旗              | 前方浮腰回転振り出しとび１回ひねり大逆手倒立                                             | E    |
| ブレットシュナイダー | アンドレアス・ブレットシュナイダー | ドイツの旗                  | コバチ2回ひねり                                                                          | H    |
| プリンチピーニ       | Paolo Principi                     | イタリアの旗                | マルケロフひねり片大逆手後ろ振り上がり倒立                                               | D    |
| ベーレ               | マイク・ベーレ                     | 東ドイツの旗                | 後方かかえ込み3回宙返り1回ひねり下り                                                     | G    |
| ペガン               | アルヤズ・ペガン                   | スロベニアの旗              | バーを越えながら前方かかえ込み宙返り1/2ひねり懸垂 （＝ゲイロード1/2ひねり）              | F    |
| ポゴレロフ           | Alexander Pogorelov                | ソビエト連邦の旗            | 大逆手後ろ振り前方伸身宙返り1回ひねり懸垂（＝大逆手ヴィンクラー）                        | F    |
| ボローニン           | ミハイル・ボローニン               | ソビエト連邦の旗            | 後ろ振り上がり屈身ひねりとび越し懸垂                                                     | B    |
| マラス               | ヴァジリオス・マラス               | ギリシャの旗                | 屈身ゲイロードひねり懸垂                                                                 | F    |
| マルケロフ           | ウラジミール・マルケロフ           | ソビエト連邦の旗            | 後ろ振り上がり開脚上向きひねりとび越し懸垂                                               | C    |
| ミヤチ               | 宮地秀享                           | 日本の旗                    | 伸身コバチ2回ひねり（＝伸身ブレットシュナイダー）                                        | I    |
| ムノズ/ポゾ          | セルジオ・ムノズ エンリコ・ポゾ    | スペインの旗 · イタリアの旗 | ヤマワキ1/2ひねり片大逆手から後ろ振りあがり倒立                                          | D    |
| モズニク             | マリヨ・モズニク                   | クロアチアの旗              | 伸身トカチェフ1/2ひねり片大逆手から後ろ振りあがり倒立                                    | D    |
| ヤマワキ             | 山脇恭二                           | 日本の旗                    | 伸身マルケロフ                                                                           | C    |
| リバルコ             | Dmitri Rybalko                     | カザフスタンの旗            | 後方とび車輪1回半ひねり大逆手握り                                                        | D    |
| リューキン           | ワレリー・リューキン               | ソビエト連邦の旗            | 伸身トカチェフ1回ひねり                                                                  | F    |
| リンチ               | ジャイア・リンチ                   | アメリカ合衆国の旗          | トカチェフひねり片大逆手後ろ振りあがり倒立                                               | C    |
| ルンプティス         | セルゲイ・ルンプティス             | ソビエト連邦の旗            | 前方かかえ込み3回宙返り下り                                                              | G    |
| ワタナベ             | 渡辺光昭                           | 日本の旗                    | 後方伸身2回宙返り2回ひねり下り                                                           | E    |

## 女子

### 跳馬
| 技名           | 考案選手                 | 出身国             | 内容                                                                           | 価値点        |
| -------------- | ------------------------ | ------------------ | ------------------------------------------------------------------------------ | ------------- |
| アマナール     | シモナ・アマナール       | ルーマニアの旗     | ロンダート 後転跳び後方伸身宙返り2回半ひねり （＝ユルチェンコ跳び2回半ひねり） | 5.8           |
| イワンチェワ   | ナタリア・イワンチェワ   | ブルガリアの旗     | ロンダート 1/2ひねり着手前方かかえ込み宙返り                                   | 4.2           |
| エフドキモワ   | イリーナ・エフドキモワ   | カザフスタンの旗   | 前転跳び 前方伸身宙返り                                                        | 4.6           |
| オメリヤンチク | オクサナ・オメリヤンチク | ソビエト連邦の旗   | ロンダート 1/2ひねり着手前方屈身宙返り                                         | 4.4           |
| コルブト       | オルガ・コルブト         | ソビエト連邦の旗   | 1回ひねり前転跳び 1回ひねり                                                    | 4.0           |
| キム           | ネリー・キム             | ソビエト連邦の旗   | 前転跳び1回半ひねり                                                            | 3.6           |
| キム           | ネリー・キム             | ソビエト連邦の旗   | 抱え込みツカハラ跳び1回ひねり                                                  | 4.1           |
| キム           | ネリー・キム             | ソビエト連邦の旗   | 伸身ツカハラ跳び1回ひねり                                                      | 4.8           |
|                |                          |                    | 伸身ツカハラ跳び1回半ひねり                                                    | 5.2           |
| ザモロドチコワ | エレナ・ザモロドチコワ   | ロシアの旗         | 伸身ツカハラ跳び2回ひねり                                                      | 5.6           |
|                |                          |                    | 伸身ツカハラ跳び2回半ひねり                                                    | 6.0           |
| セルベンテ     | ベロニカ・セルベンテ     | イタリアの旗       | ロンダート 1/2ひねり着手前方抱え込み宙返り1/2回ひねり                          | 5.0           |
| ダビドワ       | エレナ・ダビドワ         | ソビエト連邦の旗   | 1回ひねり前転跳び 前方抱え込み宙返り                                           | 5.2           |
| チェン・フェイ | 程菲                     | 中華人民共和国の旗 | ロンダート 1/2ひねり着手前方伸身宙返り1回半ひねり                              | 6.0           |
| チュソビチナ   | オクサナ・チュソビチナ   | [ 13 ]             | 前転跳び 前方屈身宙返り1回ひねり                                               | 5.0           |
| チュソビチナ2  | オクサナ・チュソビチナ   | ウズベキスタンの旗 | 前転跳び 前方伸身宙返り1回半ひねり                                             | 5.8           |
| ツリシチェワ   | リュドミラ・ツリシチェワ | ソビエト連邦の旗   | 側転跳び1/4ひねり後方かかえ込み宙返り （＝ツカハラ跳び）                       | 3.5:抱 3.7:屈 |
|                | Erika Dungelova          | ブルガリアの旗     | ロンダート 後転跳び後方抱え込み宙返り2回ひねり （＝ユルチェンコ跳び2回ひねり） | 5.2           |
| バイトワ       | スベトラーナ・バイトワ   | ソビエト連邦の旗   | ロンダート 後転跳び後方伸身宙返り2回ひねり （＝伸身ユルチェンコ跳び2回ひねり） | 5.4           |
| バイルズ       | シモーネ・バイルズ       |                    | ロンダート 1/2ひねり着手前方伸身宙返り2回ひねり                                | 6.4           |
| バイルズ２     | シモーネ・バイルズ       |                    | ロンダート 後転跳び後方屈伸２回宙返り                                          | 6.6           |
| プロドノワ     | エレナ・プロドノワ       | ロシアの旗         | 前転とび 前方抱え込み2回宙返り(ローチェ)                                       | 6.4           |
| ポドコパエワ   | リリア・ポドコパエワ     | ウクライナの旗     | ロンダート 1/2ひねり着手前方屈身宙返り1/2回ひねり                              | 5.2           |
| ホルキナ       | スベトラーナ・ホルキナ   | ロシアの旗         | ロンダート 1/2ひねり着手前方抱え込み宙返り1回半ひねり                          | 5.4           |
| ムスタフィナ   | アリヤ・ムスタフィナ     | ロシアの旗         | ロンダートから1/2ひねり前転跳び前方伸身宙返り1回ひねり                         | 5.6           |
| （ヤマシタ）   | 山下治広                 | 日本の旗           | 屈身倒立転回とび                                                               | 2.6           |
| ユルチェンコ   | ナタリア・ユルチェンコ   | ソビエト連邦の旗   | ロンダート 後転跳び後方抱え込み宙返り                                          | 3.3           |
| ルコニ         | パトリツィア・ルコニ     | イタリアの旗       | ロンダート 後転跳び1回ひねり後方屈身宙返り                                     | 4.6           |
| ワン・フイエン | 王恵瑩                   | 中華人民共和国の旗 | 前転跳び 前方伸身宙返り1/2回ひねり                                             | 5.0           |

### 段違い平行棒
| 技名               | 考案選手                     | 出身国                     | 内容 | 難度 |
| ------------------ | ---------------------------- | -------------------------- | --- | ---- |
| デフ               |                              |                            | 懸垂前振り、後方伸身宙返り1回半ひねり懸垂(伸身ギンガー1回ひねり)                                                                                | G    |
| アライ             | 新井由可                     | 日本の旗                   | |      |
| イェンチ           | マルティナ・イェンチ         | 東ドイツの旗               | |      |
| イエーガー         | ベルント・イェーガー         | ドイツの旗                 | 後ろ振り前方開脚宙返り懸垂 | D    |
| イエーガー         | ベルント・イェーガー         | ドイツの旗                 | 屈身イエーガー | D    |
| イエーガー         | ベルント・イェーガー         | ドイツの旗                 | 伸身イエーガー | E    |
| ヴァルガ           | Varga Adrienn                | ハンガリーの旗             | |      |
| ウェイラー         |                              | カナダの旗                 | |      |
| ヴォルピ           | ジュリア・ヴォルピ           | イタリアの旗               | |      |
| エジョワ           | リュドミラ・エジョワ         | ロシアの旗                 | |      |
| オキノ             | ベティ・オキノ               | アメリカ合衆国の旗         | |      |
|                    | Stephanie Cappuccitti        | カナダの旗                 | |      |
| クレッカー         | シュテフィ・クレッカー       | 東ドイツの旗               | |      |
| グロワ             | エレナ・グロワ               | ソビエト連邦の旗           | |      |
| キム               | ネリー・キム                 | ソビエト連邦の旗           | 開脚背面飛びでバーを飛び越えずに切り返して開脚前方宙返り両逆手握り懸垂                                                                          |      |
|                    |                              |                            | 懸垂前振り、開脚背面飛びでバーを飛び越えずに切り返して 開脚前方宙返り両逆手握り懸垂(カウンター・キム)                                           | F    |
|                    |                              |                            | 後方屈身車輪（バーに閉脚で両足を付けた状態）から開脚背面飛びでバーを 飛び越えずに切り返して開脚前方宙返り両逆手握り懸垂(フットカウンター・キム) | F    |
| ギンガー           | エーベルハルト・ギンガー     | ドイツの旗                 | 懸垂前振り、後方屈身宙返りひねり懸垂 |      |
| クラスニャンスカ   | イリーナ・クラスニャンスカ   | ウクライナの旗             | |      |
| グラット           | ターニャ・グラット           | オーストリアの旗           | |      |
| グラット           | ターニャ・グラット           | オーストリアの旗           | |      |
| コノネンコ         |                              |                            | トカチェフ1/2ひねり | E    |
| コマネチ           | ナディア・コマネチ           | ルーマニアの旗             | 高棒支持前振り出し1/2ひねりかかえ込みまたは屈身後方宙返り下り                                                                                   |      |
| コマネチ           | ナディア・コマネチ           | ルーマニアの旗             | 高棒支持後振り前方開脚宙返り高棒懸垂 |      |
| コモワ1            | ビクトリア・コモワ           | ロシアの旗                 | 閉脚シュタルダーからのシャポシュニコワ1/2ひねり移動                                                                                             | E    |
| コモワ2            | ビクトリア・コモワ           | ロシアの旗                 | 閉脚シュタルダーからのシャポシュニコワ移動 | E    |
| ゴンザレス         |                              | メキシコの旗               | |      |
| ゴンザレス         |                              | メキシコの旗               | |      |
| ザイツェワ         | アンナ・ザイツェワ           | カザフスタンの旗           | |      |
| ジ                 |                              | 中華人民共和国の旗         | |      |
| シャポシュニコワ   | ナタリア・シャポシュニコワ   | ソビエト連邦の旗           | 低棒外向き支持から後方浮支持回転背面とび出しをして上移動高棒懸垂                                                                                | D    |
| シャン・チュンソン | シャン・チュンソン           | 中華人民共和国の旗         | 翻転から屈身トカチェフ | F    |
| シュシュノワ       | エレナ・シュシュノワ         | ソビエト連邦の旗           | |      |
| ジョバンニーニ     | カルロッタ・ジョヴァンニーニ | イタリアの旗               | |      |
| ダビドワ           | エレナ・ダビドワ             | ソビエト連邦の旗           | |      |
| チャスラフスカ     | ベラ・チャスラフスカ         | チェコスロバキアの旗       | |      |
| チャン             | Zhang Wenning                | 中華人民共和国の旗         | |      |
| チュソビチナ       | オクサナ・チュソビチナ       | [ 13 ]                     | |      |
| チュソビチナ       | オクサナ・チュソビチナ       | ウズベキスタンの旗         | |      |
| ツゴワ             | ダリヤ・ツゴワ               | ウクライナの旗             | |      |
|                    | Tanja Delladio               | クロアチアの旗             | |      |
|                    | Tanja Delladio               | クロアチアの旗             | |      |
| テザ               | エルビラ・テザ               | フランスの旗               | |      |
| デルチェフ         | ストヤン・デルチェフ         | ブルガリアの旗             | |      |
| トウィードル       | エリザベス・トウィードル     | イギリスの旗               | 後方屈身車輪（バーに閉脚で両足を付けた状態）から 開脚背面飛び越し1/2ひねり両逆手握り懸垂（＝フットトカチェフひねり）                            | F    |
| ドウニー           | レベッカ・ドウニー           | イギリスの旗               | 開脚シュタルダーから屈身背面飛び越し懸垂(＝シート屈身カチェフ)                                                                                  | F    |
| トカチェフ         | アレクサンドル・トカチェフ   | ソビエト連邦の旗           | 懸垂前振り開脚背面とび越し懸垂 | D    |
| トカチェフ         | アレクサンドル・トカチェフ   | ソビエト連邦の旗           | 閉脚トカチェフ | E    |
|                    |                              |                            | 足裏支持からの屈身トカチェフ | E    |
|                    | Nyeste Adrienn               | ハンガリーの旗             | |      |
| ナカムラ           | 中村遥香                     | 日本の旗                   | 前振り半ひねり前方屈身宙返り高棒懸垂 | D    |
| ナビエワ           | タチアナ・ナビエワ           | ロシアの旗                 | 後方屈身車輪（バーに閉脚で両足を付けた状態）から 伸身背面飛び越し懸垂（＝フット伸身トカチェフ）                                                 | G    |
| バー               |                              | 不明の旗                   | |      |
| バーナー           | ジェニー・バーナー           | イギリスの旗               | |      |
| パク               | Pal Gyong-sil                | 朝鮮民主主義人民共和国の旗 | 高棒内向き懸垂から後方伸身宙返り下移動低棒浮支持(パク宙返り)                                                                                    | D    |
| バハドワージ       | モヒニ・バハドワージ         | アメリカ合衆国の旗         | |      |
| パロラーリ         | リア・パロラーリ             | イタリアの旗               | |      |
|                    | Marta Pichta                 | ポーランドの旗             | |      |
| ヒンドルフ         | シルヴィア・ヒンドルフ       | 東ドイツの旗               | |      |
| ファン・リューエン | ファン・リューエン           | 中華人民共和国の旗         | 低棒で後方フット車輪から背面とび1/2ひねり高棒へ移動（マロニー1/2ひねり）                                                                        | E    |
| ファン・レーベン   | ラウラ・ファン・レーベン     | オランダの旗               | |      |
| フォンテイン       | ラリサ・フォンテイン         | アメリカ合衆国の旗         | |      |
| ブランコ           |                              | コロンビアの旗             | |      |
| フレデリック       | マーシャ・フレデリック       | アメリカ合衆国の旗         | |      |
| ペヒシュタイン     | ターニャ・ペヒシュタイン     | スイスの旗                 | |      |
|                    | Tunde Pentek                 | ハンガリーの旗             | |      |
|                    | Hanneke Hoefnagel            | オランダの旗               | |      |
| ホルキナ           | スベトラーナ・ホルキナ       | ロシアの旗                 | 後ろ振り上がり開脚上向きひねりとび越し懸垂（＝男子のマルケロフ）                                                                                | D    |
| ホワイト           | モーガン・ホワイト           | アメリカ合衆国の旗         | |      |
| マクナマラ         | ジュリアンヌ・マクナマラ     | アメリカ合衆国の旗         | |      |
| マーラネン         | アンナマリー・マーラネン     | フィンランドの旗           | |      |
| マロニー           | クリステン・マロニー         | アメリカ合衆国の旗         | 低棒で後方フット車輪から背面とび高棒へ移動 | D    |
| マロニー           | クリステン・マロニー         | アメリカ合衆国の旗         | |      |
|                    |                              |                            | 棒上で一回ひねり | E    |
|                    |                              |                            | 棒上で大逆手一回ひねり | E    |
|                    |                              |                            | 棒上で大逆手一回半ひねり | E    |
|                    | Anna Mirgorodskaya           | ウクライナの旗             | |      |
| ミウラ             | 三浦華子                     | 日本の旗                   | |      |
| ムヒナ             | エレナ・ムヒナ               | ソビエト連邦の旗           | |      |
| ムスタフィナ       | アリヤ・ムスタフィナ         | ロシアの旗                 | 後方かかえ込み2回宙返り1回半ひねり下り | E    |
| モー               | 莫慧蘭                       | 中華人民共和国の旗         | バーを越えながら前方かかえ込み宙返り懸垂（＝ゲイロード1）                                                                                       | G    |
| モリオ             | 森尾麻衣子                   | 日本の旗                   | |      |
| ヤロツカ           | イリーナ・ヤロツカ           | ウクライナの旗             | |      |
|                    | Birgit Radocla               | 東ドイツの旗               | |      |
|                    | Snejana Hristakieva          | ブルガリアの旗             | |      |
| リーダー           | アニカ・リーダー             | イギリスの旗               | |      |
| リチナ             | ハナ・リチナ                 | チェコスロバキアの旗       | |      |
| リュウ・シャン     | 劉旋                         | 中華人民共和国の旗         | |      |
| リュウ・リ         | 陸莉                         | 中華人民共和国の旗         | |      |
| リュボフ・ブルダ   | リュボフ・ブルダ             | ソビエト連邦の旗           | |      |
| リ・ヤ             | 李婭                         | 中華人民共和国の旗         | |      |
| リ・ヤ             | 李婭                         | 中華人民共和国の旗         | |      |
| リ・リ             | 李莉                         | 中華人民共和国の旗         | |      |
| リ・リ             | 李莉                         | 中華人民共和国の旗         | |      |
|                    | Anneke Lucke                 | オランダの旗               | |      |
| ファブリクノワ     | Oksana Fabrichnova           | ソビエト連邦の旗           | 後方かかえ込み2回宙返り2回ひねり下り(かかえ込み新月面宙返り下り)                                                                                | F    |
| マガーニャ         | ブレンダ・マガーニャ         | メキシコの旗               | 後方かかえ込み３回宙返り下り | G    |
| マ・ヤンホン       | 馬燕紅                       | 中華人民共和国の旗         | 後方ヒップ車輪から後方かかえ込み宙返り1回ひねり下り                                                                                             | F    |
| レイ               | エリーゼ・レイ               | アメリカ合衆国の旗         | 後方伸身2回宙返り2回ひねり下り | G    |
| レイ               | エリーゼ・レイ               | アメリカ合衆国の旗         | |      |
| レイ               | エリーゼ・レイ               | アメリカ合衆国の旗         | |      |

### 平均台
| 技名             | 考案選手                   | 出身国             | 内容                                                            | 難度 |
| ---------------- | -------------------------- | ------------------ | --------------------------------------------------------------- | ---- |
| ガリソン         | ケリー・ガリソン           | アメリカ合衆国の旗 | ロンダート踏み切り→後方かかえ込み宙返り１回ひねり入り           | F    |
| エルツェッグ     | ティナ・エルツェッグ       | クロアチアの旗     | ロンダート踏み切り→後ろとび1/2ひねり前方かかえ込み宙返り入り    | G    |
|                  |                            |                    | ロンダート踏み切り→後方伸身宙返り１回ひねり入り                 | G    |
| サンコワ         |                            |                    | 屈腕胸倒立上がり                                                | A    |
| デアゴスティーニ |                            |                    | 交差とび越し座り入り                                            | A    |
| アラウージョ     | Heine Araujo               | ブラジルの旗       |                                                                 |      |
| ウォーリー       | シェイラ・ウォーリー       | アメリカ合衆国の旗 |                                                                 |      |
| オキノ           | ベティ・オキノ             | アメリカ合衆国の旗 |                                                                 |      |
| オメリヤンチク   | オクサナ・オメリヤンチク   | ソビエト連邦の旗   |                                                                 |      |
| オノディ         | オノディ・ヘンリエッタ     | ハンガリーの旗     |                                                                 |      |
| ガリソン         | ケリー・ガリソン           | アメリカ合衆国の旗 |                                                                 |      |
| ガリソン         | ケリー・ガリソン           | アメリカ合衆国の旗 |                                                                 |      |
| キム             | ネリー・キム               | ソビエト連邦の旗   | 平均台の端での片足踏み切り抱え込み宙返り1回ひねり               | C    |
| キム             | ネリー・キム               | ソビエト連邦の旗   | 側方宙返りからの後方抱え込み宙返り                              | E    |
| グリゴラス       | クリスティナ・グリゴラス   | ルーマニアの旗     | 平均台で前方かかえ込み宙返り1/2ひねり                           | F    |
| グロワ           | エレナ・グロワ             | ソビエト連邦の旗   |                                                                 |      |
| コチェトコワ     | ディナ・コチェトコワ       | ロシアの旗         |                                                                 |      |
| コチェトコワ     | ディナ・コチェトコワ       | ロシアの旗         |                                                                 |      |
| コルブト         | オルガ・コルブト           | ソビエト連邦の旗   |                                                                 |      |
| コレスニコワ     | アナスタシア・コレスニコワ | ロシアの旗         |                                                                 |      |
| ザモロドチコワ   | エレナ・ザモロドチコワ     | ロシアの旗         |                                                                 |      |
| シショワ         | アルビナ・シショワ         | ソビエト連邦の旗   | 平均台で後方かかえ込み宙返り１回ひねり                          | F    |
|                  |                            |                    | 平均台で後方伸身宙返り１回ひねり                                | G    |
|                  |                            |                    | 平均台で後ろとび1/2ひねり前方かかえ込み宙返り(アラビアン宙返り) | F    |
| シュシュノワ     | エレナ・シュシュノワ       | ソビエト連邦の旗   |                                                                 |      |
| ジョンソン       |                            | アメリカ合衆国の旗 |                                                                 |      |
| シリバス         | ダニエラ・シリバシュ       | ルーマニアの旗     | 肩倒立～胸倒立への180度転向                                     | B    |
| シリバス         | ダニエラ・シリバシュ       | ルーマニアの旗     | 肩倒立～胸倒立への180度転向更に肩倒立へ回し計360度を転向        | C    |
| セケロワ         | ズザーナ・セケロワ         | スロバキアの旗     |                                                                 |      |
|                  | Vasiliki Tsavdaridou       | ギリシャの旗       |                                                                 |      |
| ティンシカ       |                            | 不明の旗           |                                                                 |      |
| テザ             | エルビラ・テザ             | フランスの旗       | 後方とび一回ひねり～サークルバックアップ                        | E    |
| テザ             | エルビラ・テザ             | フランスの旗       |                                                                 |      |
|                  | Jacgui Dune                | オーストラリアの旗 |                                                                 |      |
| トゥセック       | イヴォンヌ・トゥセック     | カナダの旗         |                                                                 |      |
| バイトワ         | スベトラーナ・バイトワ     | ソビエト連邦の旗   |                                                                 |      |
| ハンフリー       | テリン・ ハンフリー        | アメリカ合衆国の旗 |                                                                 |      |
|                  | Remona Beukes              | ナミビアの旗       |                                                                 |      |
|                  | Ludivine Furnon            | フランスの旗       |                                                                 |      |
| フィリップス     | クリスティ・フィリップス   | アメリカ合衆国の旗 |                                                                 |      |
| プロドノワ       | エレナ・プロドノワ         | ロシアの旗         |                                                                 |      |
| ペラエス         |                            |                    | 縦向き片足踏み切り側方宙返り                                    | E    |
|                  | Lubica Bohmerova           | スロバキアの旗     |                                                                 |      |
| ホルキナ         | スベトラーナ・ホルキナ     | ロシアの旗         |                                                                 |      |
| ホルキナ         | スベトラーナ・ホルキナ     | ロシアの旗         |                                                                 |      |
|                  | Leah Homma                 | カナダの旗         |                                                                 |      |
| ヤン・ボ         | 楊波                       | 中華人民共和国の旗 |                                                                 |      |
| ランキン         | ジャニーヌ・ランキン       | カナダの旗         |                                                                 |      |
| Hand-Li Yifang   | 李燕                       | 中華人民共和国の旗 |                                                                 |      |
| リ・リ           | 李莉                       | 中華人民共和国の旗 |                                                                 |      |
| リューキン       | ナスティア・リューキン     | アメリカ合衆国の旗 |                                                                 |      |
| ルエダ           | エヴァ・ルエダ             | スペインの旗       |                                                                 |      |
|                  | Jana Rulfova               | チェコの旗         |                                                                 |      |
| パターソン       | カーリー・パターソン       | アメリカ合衆国の旗 | 後ろとびひねり前方かかえ込み2回宙返り下り                       | G    |
|                  |                            |                    | 後方伸身宙返り３回ひねり下り                                    | F    |
|                  |                            |                    | 前方かかえ込み２回宙返り下り                                    | F    |
|                  |                            |                    | 後方かかえ込み２回宙返り１回ひねり下り(かかえ込みムーンサルト)  | G    |
|                  |                            |                    | 後方屈身２回宙返り１回ひねり下り(屈身ムーンサルト)              | G    |

### ゆか
| 技名            | 考案選手                   | 出身国             | 内容                                         | 難度      |
| --------------- | -------------------------- | ------------------ | -------------------------------------------- | --------- |
| アンドレアセン  |                            | スウェーデンの旗   | 側方宙返り1/2回ひねり                        | E         |
| キム            | ネリー・キム               | ソビエト連邦の旗   | 後方抱え込み2回宙返り                        | D         |
| キム            | ネリー・キム               | ソビエト連邦の旗   | 後方屈身2回宙返り                            | D         |
|                 |                            |                    | 後方伸身2回宙返り                            | F         |
| ゴメス          | エレナ・ゴメス             | スペインの旗       |                                              | E         |
| シュシュノワ    | エレナ・シュシュノワ       | ソビエト連邦の旗   |                                              | A         |
| シリバス        | ダニエラ・シリバシュ       | ルーマニアの旗     | 後方抱え込み2回宙返り2回ひねり               | H         |
| ストロエスク    | シルビア・ストロエスク     | ルーマニアの旗     | 前方伸身宙返り2回半ひねり                    | E         |
| セメノワ        | キセニア・セメノワ         | ロシアの旗         |                                              | C         |
| タラセビッチ    | スベトラーナ・タラセビッチ | ベラルーシの旗     | 前方伸身宙返り2回ひねり                      | D         |
|                 |                            |                    | 後方伸身宙返り３回ひねり                     | E         |
|                 |                            |                    | 後方伸身宙返り３回半ひねり                   | F         |
| チュソビチナ    | オクサナ・チュソビチナ     | [ 13 ]             | 後方伸身2回宙返り1回ひねり（伸身月面）       | H         |
|                 | Vasiliki Tsavdaridou       | ギリシャの旗       |                                              | A         |
| ドス・サントス  | ダイアネ・ドス・サントス   | ブラジルの旗       | 後ろとび1/2ひねり前方屈身２回宙返り          | F         |
| ドス・サントス2 | ダイアネ・ドス・サントス   | ブラジルの旗       | 後ろとび1/2ひねり前方伸身２回宙返り(タマヨ)  | G         |
| バイルズ        | シモーネ・バイルズ         | アメリカ合衆国の旗 | 後方伸身2回宙返り1/2ひねり                   | G         |
| ブーシェ        | カリーヌ・ブーシェ         | フランスの旗       |                                              | B         |
| フロローワ      | タチアナ・フロローワ       | ソビエト連邦の旗   | 脚交差した前後開脚とび1回ひねり（1/2ひねり） |           |
|                 | Elyse Hopfner-Hibbs        | カナダの旗         |                                              |           |
| ポドコパエワ    | リリア・ポドコパエワ       | ウクライナの旗     | 前方かかえ込み２回宙返り1/2ひねり            | F         |
| ポパ            | セレスティナ・ポパ         | ルーマニアの旗     | 開脚屈身とび1回ひねり                        | B         |
| マルチネス      |                            | スペインの旗       |                                              |           |
| ムヒナ          | エレナ・ムヒナ             | ソビエト連邦の旗   | 後方2回宙返り1回ひねり                       | E:抱 E:屈 |
| メメル          | チェルシー・メメル         | アメリカ合衆国の旗 |                                              | D         |
| モステパノワ    | オルガ・モステパノワ       | ソビエト連邦の旗   | 前転とび1回ひねり                            | C         |
| モールズ        |                            |                    | 後方伸身2回宙返り2回ひねり                   | I         |